# Henrique Dias
Henrique Dias (Capitaneria del Pernambuco, ... – Recife, 8 giugno 1662) è stato un militare brasiliano.

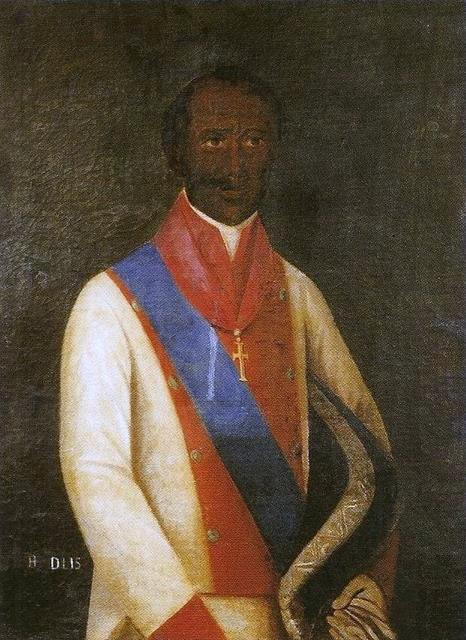
Ritratto di Henrique Dias al Museu do Estado de Pernambuco (Museo dello Stato di Pernambuco)

Nacque nei territori coloniali portoghesi del Brasile e non c'è consenso tra gli storici sul fatto che possa essere nato come schiavo o come cittadino libero.

## Carriera militare
Dias guidò un reggimento militare composto da schiavi e liberati ed era conosciuto come Governatore dei neri nel 1636. Difese gli insediamenti coloniali portoghesi in Brasile dalle forze olandesi ed ebbe importanti ruoli di comando nella prima e nella seconda battaglia di Guararapes per la difesa della città di Salvador, nello stato di Bahia, e per il ripristino del controllo portoghese su Pernambuco. Nel 1639 il suo titolo fu esteso a Governatore di tutti i creoli, neri e mulatti.
Si discute se Dias avesse ricevuto lo status di nobile in Brasile: alcuni ritengono che gli sia stato concesso il cavalierato nell'Ordine di Cristo, mentre altri sostengono che non abbia mai ricevuto questo titolo e che abbia chiesto tramite una petizione che il cavalierato fosse concesso agli uomini che avrebbero sposato le sue figlie. Dias chiese che i neri schiavizzati che avevano servito con lui fossero liberati e avessero "tutti i diritti e i privilegi delle unità bianche"; nonché di essere compensato per i suoi sforzi e di poter servire per tutto il tempo che desiderava.

## Vita privata
Il genero Pedro de Val ereditò i titoli da Henrique Dias, che comprendevano la Comenda de Soure. L'altra figlia, Benta Henriques, sposò il capitano del Terço de Homens Pretos e Mulatos Amaro Cardigo, anch'egli nero. Cardigo pretese dalla corona il cavalierato dell'Ordine di Santiago che era stato promesso dalla reggente del regno del Portogallo Luisa di Guzmán ai generi di Henrique Dias. La richiesta fu respinta dall'Ordine dopo tre ricorsi.

## Patrono di un'organizzazione militare dell'esercito
Per la sua dedizione, il suo coraggio e la sua leadership, nel 1992 gli venne intitolato l'allora XXVIII Battaglione di Fanteria Corazzata (28º BIB), ora XXVIII Battaglione di Fanteria Leggera (28º BIL), con sede a Campinas.